# الطيار (المخادر)

تعديل مصدري - تعديل

الطيار محلة تابعة لقرية حصب، التابعة لعزلة بني سرحة بمديرية المخادر إحدى مديريات محافظة إب في الجمهورية اليمنية، بلغ تعداد سكانها 105 حسب تعداد اليمن لعام 2004.